# Rhyacophila paurava
Rhyacophila paurava is een schietmot uit de familie Rhyacophilidae. De soort komt voor in het Oriëntaals gebied.